# 쑹칭링
쑹칭링(중국어 간체자: 宋庆龄, 정체자: 宋慶齡, 병음: Sòng Qìnglíng, 한자음: 송경령,, 1893년 1월 27일 ~ 1981년 5월 29일)은 중화인민공화국의 정치가이다.
유명한 3명의 쑹 자매 중 둘째이며, 쑹메이링의 언니이자 쑹아이링의 동생으로, 중국을 사랑한 여인이라는 별명으로도 불리는 그녀는 쑨원의 부인이다.
쑨원이 서거한 후 왕징웨이 등과 함께 중국 국민당내 좌파의 중심 인물이 되어 장제스하고 대립하였고, 중국 공산당에 가담하여 1959년부터 1965년까지 둥비우하고 함께 중화인민공화국의 제2대 부주석과 1965년에서 1975년까지 제3대 부주석을 역임했고, 1981년에는 명예주석에 추대되었다가 사명하였다.
부인 평화 운동을 추진했으며, 스탈린 평화상을 수상하였다. 대립각을 세웠던 정적 장제스의 부인이 되었던 친동생 쑹메이링하고는 영원히 재회하지 못하였다.

## 1949년 이전의 생애와 활동들

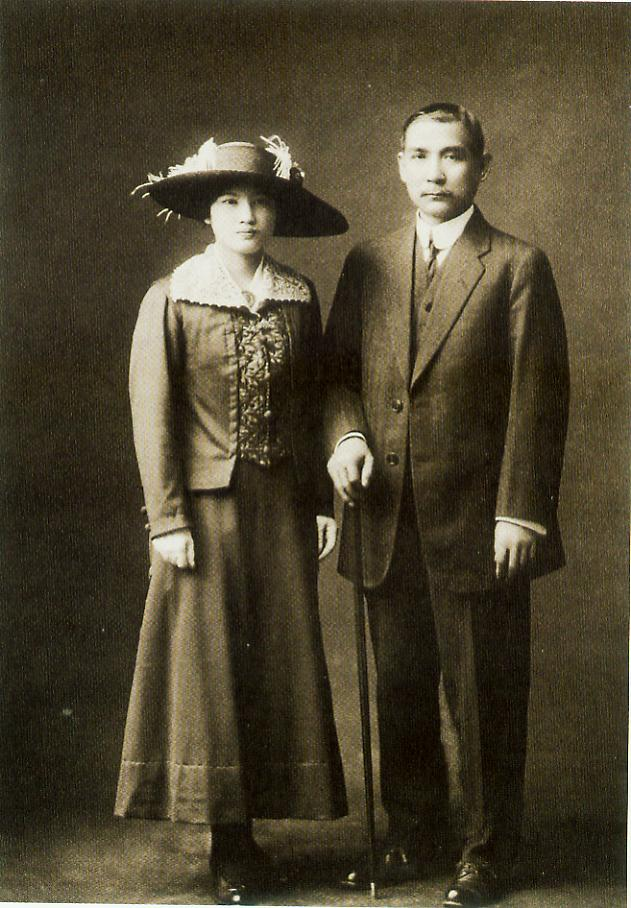
쑹칭링과 쑨원의 결혼 사진

청나라 장쑤성 상하이의 푸둥 구에서 사업가이자 선교사인 쑹자수의 6명의 자식들 중 둘째로 태어났다. 그녀는 상하이의 매킨타이어 여자 학교와 미국 조지아주 메이컨에 있는 조지아 웨슬리언 대학교를 졸업하였다. 자신의 자매들처럼 그녀는 자신의 일생의 대부분을 위하여 영어로 교육을 받은 이유로 영어에 능통하였다. 그녀의 세례명은 로자먼드였다.
1915년 10월 25일 쑹칭링은 신해혁명의 지도자이자 중국 국민당의 창당자 쑨원하고 결혼하였다. 쑨원은 그녀보다 26세 연상이므로 그녀의 부모가 결혼에 반대하였다고 한다. 1925년 쑨원이 사망한 후, 그녀는 국민당 중앙 행정 위원회에 선출되었다. 하지만 1927년 국민당으로부터 공산당원들이 제명된 후, 그녀는 모스크바로 떠났다. 그녀의 동생 쑹메이링은 곧 장제스하고 결혼하여 그를 쑹칭링의 제부로 만들었다.
쑨원의 유해가 베이징에 있는 그의 일시적 매장지에서 난징에 있는 새로운 기념지로 옮겨졌을 때 1929년 6월 쑹칭링은 귀국하였으나 3개월 만에 다시 떠나 자신의 모친이 사망한 1931년 7월까지 돌아오지 않았다. 그녀는 제2차 중일전쟁이 일어난 1937년 7월까지 상하이에 머물렀다. 전쟁에 이어 그녀는 처음에 홍콩으로 이주하고, 그러고나서 중국 정부의 전쟁 시기의 수도 충칭으로 이주하였다. 1939년 그녀는 중국 공산당이 지배한 중국 북부의 지역들을 위하여 모금을 하고 공급품들을 추구한 중국 국방 연맹을 창립하였다. 1946년 중국 국방 연맹은 중국 복지 기금으로 이름을 바꾸어 지속적으로 모금을 추구하고 공산당원들을 후원하였다.

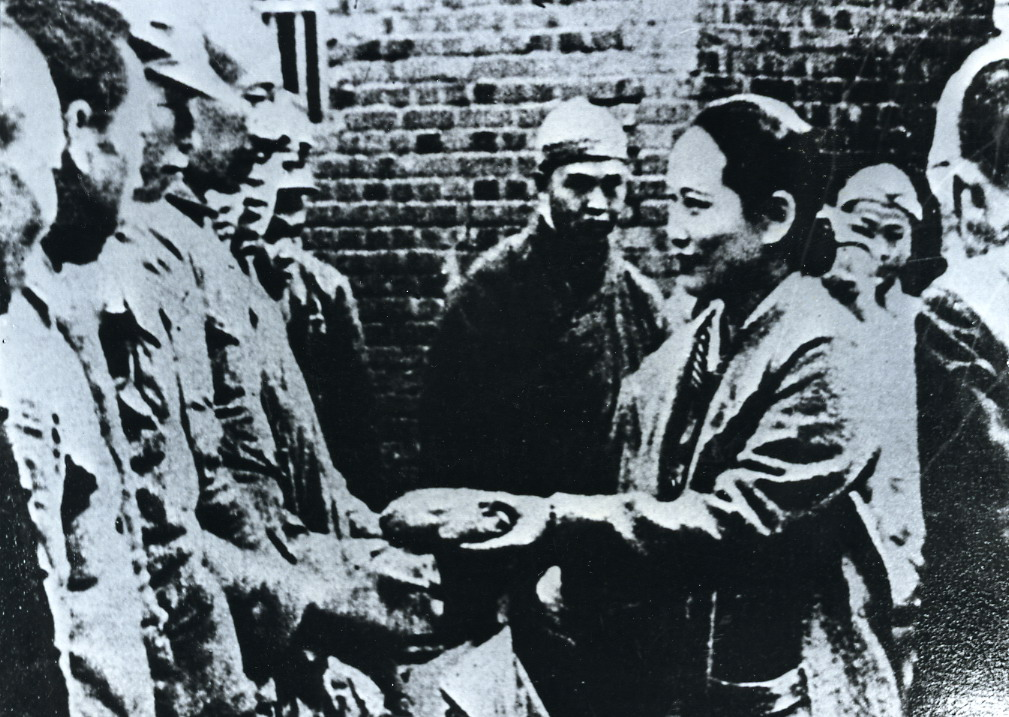
중일 전쟁 중에 충칭에서 군인들을 방문한 쑹칭링

국공 내전이 일어나는 동안에 쑹칭링은 영구히 자신의 가족으로부터 헤어지고 공산당을 지지하였다. 1948년 그녀는 쑨원의 유산의 합법적 상속으로 주장된 국민당의 좌파 단체인 중국 국민당 혁명위원회의 명예 의장이 되었다. 국공 내전에서 국민당 정부의 붕괴와 공산당의 승리와 함께 그녀는 1949년 9월 새로운 중앙 인민 정부를 설립하는 데 공산당에 의하여 베이징에서 소집된 중국인민정치협상회의에 참석하러 상하이를 떠났다. 국민당 정부는 그녀의 체포를 위한 명령을 내렸으나 곧 공산당의 신속한 군사적 승리에 의하여 제출되었다. 이후에 국민당은 곧 중국 본토로부터 타이완으로 달아났다.

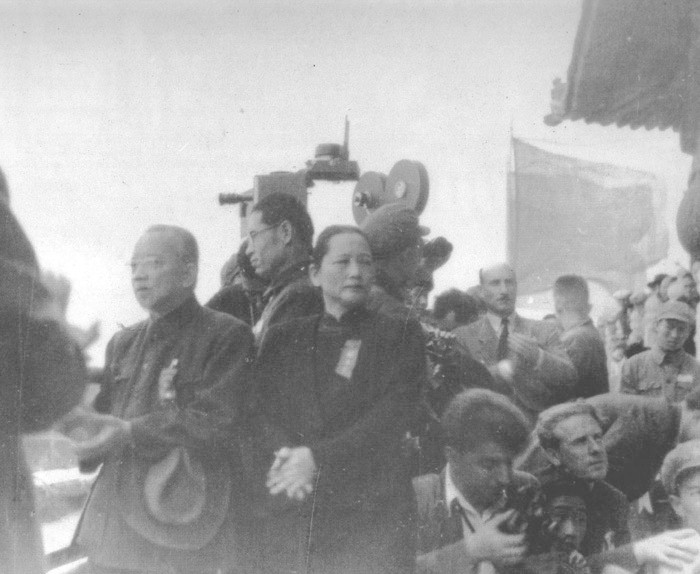
중화인민공화국의 창립식에서 리쯔셴과 함께 (1949년)

## 1949년 이후의 정치적 사무와 활동들

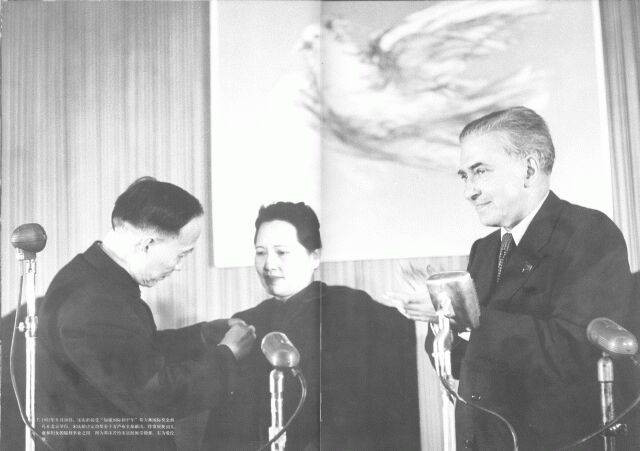
스탈린 평화상을 수상한 쑹칭링

쑹칭링은 승리한 공산당에 의하여 거대한 자존심에 놓였다. 1949년 중화인민공화국의 설립 후에 그녀는 중앙 인민 정부의 6명의 부의장들 중의 하나와 중소 우호 협회의 부의장들 몇명 중의 하나가 되었다. 1951년 4월 그녀가 1950년 스탈린 평화상을 수상하였다고 공고되었다.
1950년 쑹칭링은 복지와 구호 문제와 다루는 데 몇몇의 기구들을 합친 중국 인민 구호 행정부의 의장이 되었다. 그녀의 중국 복지 기금은 중국 복지 연구소로 재결성되었고 오늘날의 《차이나 투데이》로서 발간되는 《차이나 리콘스트럭츠》라는 잡지를 발간하기 시작하였다.

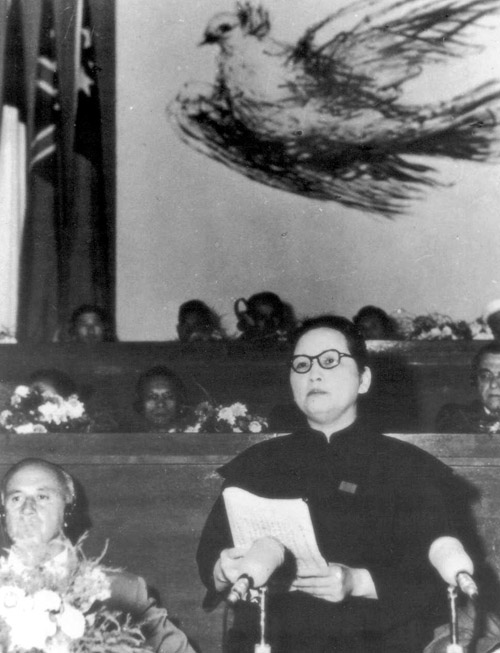
빈에서 열린 세계 평화 의회에서 (1952년)

1953년 쑹칭링은 1954년 헌법을 기안하는 데 새로운 전국인민대표대회로 선거를 준비하는 위원회에 지냈다. 그녀는 1954년 9월 그 첫 회의에서 헌법을 채택한 제1차 전국인민대표대회로 상하이 부회장으로 선출되었다. 그녀는 류사오치가 의장을 맡은 전국인민대표대회의 상임 위원회의 14명의 부의장들 중에 하나로 선출되었다. 동년 12월 그녀는 중국인민정치협상회의의 부의장으로 선출되어 중소 우호 협회의 의장으로서 류사오치의 뒤를 이었다. 이 시기의 동안에 그녀는 몇번이나 해외를 순방하여 오스트리아, 인도, 버마, 파키스탄과 인도네시아를 방문하였다. 그녀의 순방은 1953년 1월 소련에서 이오시프 스탈린이 사망하기 전에 그녀를 맞이한 것을 포함한다. 그녀는 러시아 혁명 40주년을 맞이하여 마오쩌둥의 사절단과 함께 1957년 다시 모스크바를 방문하였다.

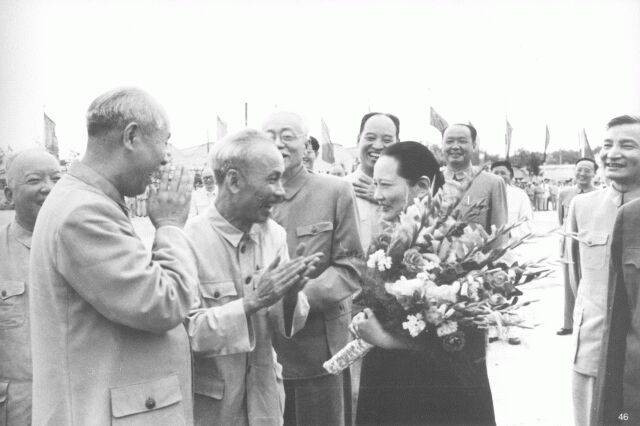
베이징에 도착한 호찌민을 맞이하는 쑹칭링

## 부주석 재임
1959년 4월 쑹칭링은 다시 2차 전국인민대표대회의 상하이 부회장을 지냈다. 이 회의에서 마오쩌둥과 주더는 중화인민공화국의 주석과 부주석으로서 사직하였다. 류사오치는 주석으로, 쑹칭링과 둥비우는 부주석으로 선출되었다. 이때 쑹칭링은 중국인민정치협상회의와 전국인민대표대회의 부의장으로서 자신의 직위들로부터 사임하였다. 그녀는 1965년 3차 전국인민대표대회에서 부의장으로 다시 선출되어 1960년대 초반에 기념식의 행사와 해외로부터 중요한 방문자들을 인사하는 데 자주 나왔다.
문화대혁명이 일어나는 동안에 쑹칭링은 거대하게 홍위병들에 의하여 비난을 받았고, 그녀의 부모의 무덤의 흔적이 무너지고 그들의 시신들이 드러나는 사건이 있었다. 쑹칭링의 전기 작가에 의하면 이 사건에 이어 저우언라이 총리가 쑹칭링을 "보호가 필요한 기간요원 명단"에 넣도록 추천하였다고 한다. 저우언라이의 추천은 마오쩌둥에 의하여 찬성되었다.
문화대혁명의 후반에 1975년 1월 그해의 헌법을 찬성한 4차 전국인민대표대회에서 쑹은 다시 부주석으로서 물러나게 되고 다시 전국인민대표대회의 상임 위원회의 부의장으로 임명되었다.

## 이후의 세월
쑹칭링의 공공 출연들은 문화대혁명 후에 제한되었고 그녀는 연약한 건강에 놓여있으나, 주로 어린이들의 복지 논쟁들에 그녀에 의한 기사들은 지속적으로 기자회견에 나왔다. 그녀의 마지막 공공 출연은 1981년 5월 8일 빅토리아 대학교에서 명예 법학 박사 학위를 받으러 인민대회당에서 휠체어를 타고 나타났을 때였다. 며칠 후에 그녀는 높은 고단적 열이 나기 시작하여 다시는 오를 수 없었다.
그녀가 사망하기 2주 전, 그해 5월 16일 그녀는 중국 공산당으로 수용되어 중화인민공화국의 명예 주석으로 임명되었다. 쑹칭링은 이 칭호를 보유하는 데 단 하나의 중국인이다.

## 기념 박물관

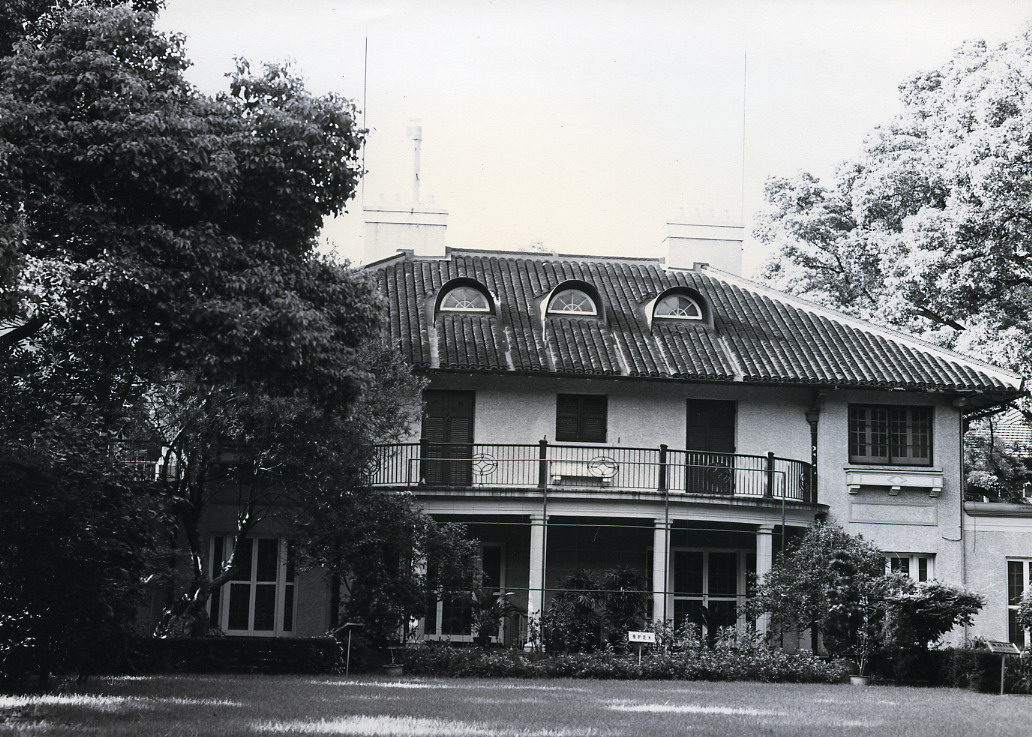
상하이에 있는 쑹칭링의 전 저택

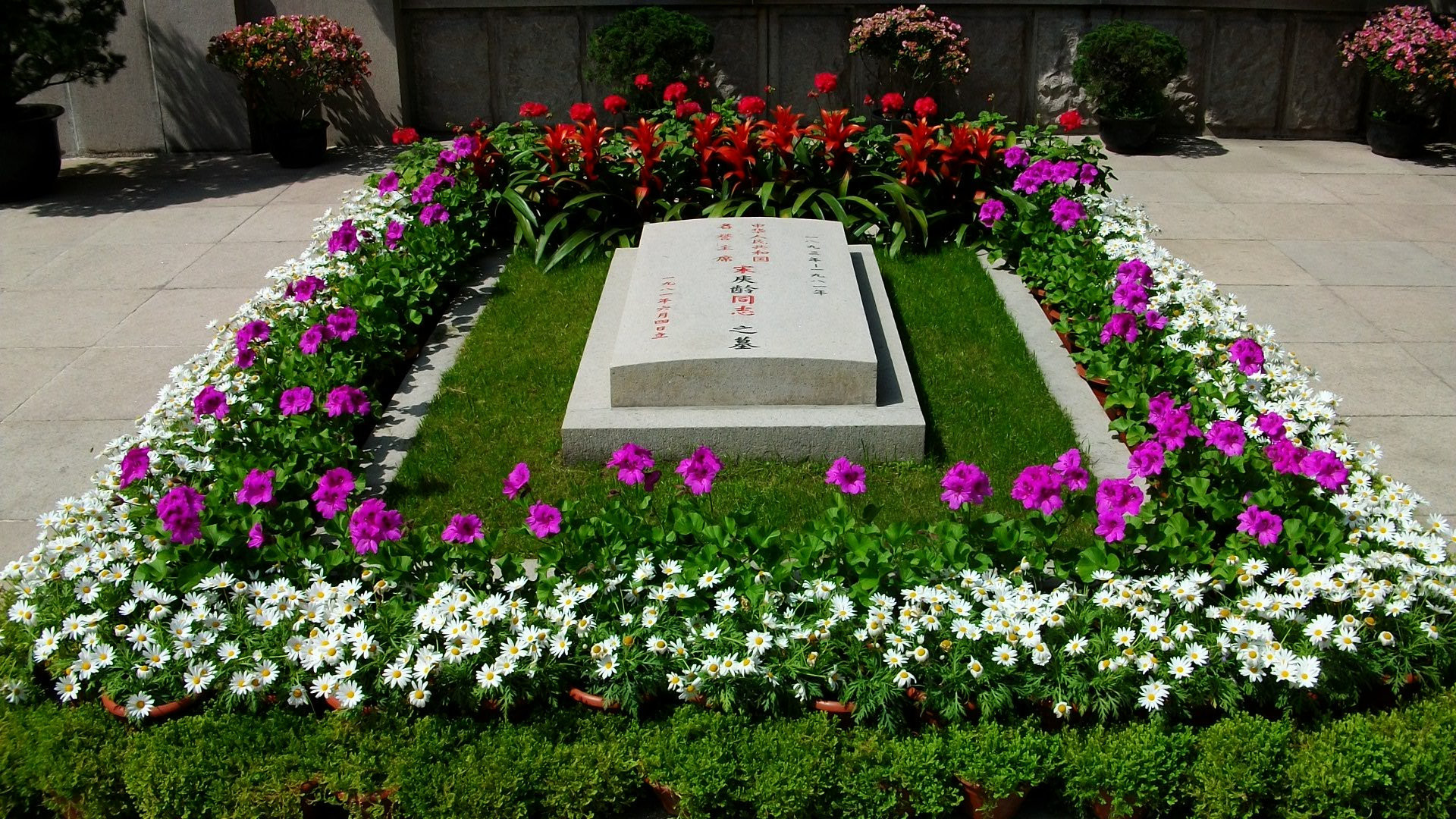
쑹칭링의 묘비

쑹칭링의 소원에 의하여 상하이의 국제 묘지에 있는 쑹 가족 매장지의 부모님 묘 옆에 화장된 유해가 매장되었다. 이 묘지는 후에 그녀의 명예를 기려서 쑹칭링 기념 공원으로 개명되었다.
1918년 쑹칭링과 그녀의 남편 쑨원은 상하이의 프랑스 소유지에 있는 집에서 살았다. 남편의 사망 후에 쑹칭링은 1937년까지 지속적으로 거기에 거주하였다. 그 집은 현재 쑨원의 전 저택으로 불리는 봉납된 박물관으로 개조되었다. 주로 쑨원에게 봉납되었어도 거기에는 그들의 함께한 인생 동안에 쑹칭링의 문화 유물을 담고 있다.
1948년부터 1963년까지 숭칭링은 상하이 프랑스 소유지의 서쪽 끝에 살았다. 이 건물은 현재 쑹칭링 기념관이다. 이 기념관에는 입구 근처에 그녀의 어떤 소유물과 사진들이 세워져있다. 주요 건물과 정원들은 원래의 가구 설비를 통하면서 원래의 상태에 보존되어 있다. 차고에는 2대의 큰 자동차들이 있는 데 한대는 중국인들이 만든 적기 리무진이고, 다른 한대는 스탈린이 그녀에게 기증한 러시아 자동차이다.
쑹칭링은 자신의 나머지 인생을 위하여 자신이 살고 일을 한 베이징에서 대저택을 얻었으며 많은 고위 인사들을 받았다. 그녀의 사후에 그 대지는 박물관과 기념관으로서 쑹칭링의 전 저택으로 변형되었다. 그녀가 사용한 대로 방들과 가구들이 간직되어 있고 언행록이 전시되어 있다.

## 가계
- 한금이 - 증조
- 한홍익 - 조부
- 찰리 쑹(한교준) - 아버지
- 쿵상시 - 형부
- 쑨원 - 남편
- 장제스 - 제부
- 쑹아이링 - 언니, 쿵상시 부인
- 쑹메이링 - 동생, 장제스 부인

## 같이 보기
- 쑨원
- 마오쩌둥